# Frantz Bertin
Pour les articles homonymes, voir Bertin.
Frantz Bertin, né le 30 mai 1983 à Paris (France), est un footballeur international haïtien. Sa position naturelle est celle de défenseur central.

## Carrière en club
Frantz Bertin est né en France mais n'a joué qu'une petite partie de son parcours en équipes de jeunes dans ce pays, à l'US Montfermeil et au Red Star 93 ; il a évolué en également Italie avec la Juventus B de 2000 à 2003. En 2004, il prend la direction de l'Espagne, où il joue successivement au Racing de Santander, au CD Tenerife et à l'Atlético Madrid B. Il a joué également au Benidorm CD, au FC Lucerne, à l'OFI Crète, avant de rejoindre en juillet 2011 le FC Alki Larnaca. Il joue la saison suivante au PAE Veria, avant de signer pour un autre club grec, le Panachaïkí.

## Carrière internationale
Il est membre de l'équipe d'Haïti de football depuis la phase finale de Gold Cup 2007. En février 2008, il a joué lors de la série de matchs amicaux contre l'Équipe du Venezuela de football, qui servait de préparation aux éliminatoires de la Coupe du monde 2010. Il a également participé à la Gold Cup 2009 avec la sélection haïtienne.